# Саталино, Джакомо
Джакомо Саталино (итал. Giacomo Satalino; родился 20 мая 1999 года, Путиньяно, Италия) — итальянский футболист, вратарь клуба «Сассуоло», выступающий на правах аренды в «Реджана».

## Клубная карьера
Джакомо Саталино является воспитанником «Фиорентины» и «Сассуоло». Из-за неизвестных повреждений пропустил 107 дней. За последних дебютировал в матче против «Милана», выйдя на замену на 83-й минуте.
30 июля 2019 года перешёл в аренду в «Ренате». За клуб дебютировал в матче против футбольного клуба «Джана Эрминио», где сделал сухарь. Всего за клуб сыграл 30 матчей, где пропустил 26 мячей и сделал 13 сухарей.
1 сентября 2020 года перешёл в аренду в «Чезену». За клуб дебютировал в матче против футбольного клуба «Виртус Верона». На 37-й минуте матча против «Фано» деформировал лодыжку и выбыл из строя на 30 дней. Всего за клуб сыграл 6 матчей, где пропустил 9 мячей.
15 января 2021 года перешёл в аренду в «Монополи». За клуб дебютировал в матче против «Катандзаро». Свой первый сухарь сделал в матче против «Вибонезе». Всего за клуб сыграл 10 мячей, где пропустил 13 мячей.
2 августа 2022 года перешёл в аренду в футбольный клуб «Каррарезе». За клуб дебютировал в матче против «Чезены». Свой первый сухарь сделал в матче против «Понтедеры».
8 июля 2023 года перешёл в аренду в футбольный клуб «Реджана».

## Карьера в сборной
За сборные Италии сыграл 7 матчей, где пропустил 8 мячей.